# Monastère Sainte-Thècle de Maaloula
Le monastère Sainte-Thècle de Maaloula (en arabe : دير مار تقلا في معلولا / dayr mār taqlā fī maʿlūlā) est un monastère de Syrie situé à Maaloula, à 50 kilomètres de Damas.
Le monastère est situé au nord-est de Damas, à une altitude de 1 600 mètres dans la région montagneuse de Qalamoun. Le village de Ma'lula' est isolé et naturellement protégé, ce qui peut expliquer en grande partie l'adhésion continue de ses habitants au christianisme et à la langue araméenne. Ce couvent est un important lieu de pèlerinage chrétien en Syrie.
Le nom « Ma'lula », qui signifie « entrée » en araméen, fait référence à l'emplacement de la ville au début d'un passage étroit entre deux collines escarpées.
Le monastère gréco-catholique des Saints Serge et Bacchus, connu sous le nom de Dayr Mar Sarkis, et le couvent grec orthodoxe de Sainte Thècle  étaient initialement réunis, avant la séparation des deux églises en 1724.

## Légende de Sainte Thècle
Selon la tradition apocryphe, Thècle était une disciple de saint Paul. La légende raconte que Thècle faisait partie d'une noble famille païenne d'Iconium . À l'âge de 18 ans, elle s'est enfuie de chez elle. Son père avait arrangé son mariage avec un païen, mais elle voulait être chrétienne. Dans la version la plus courante de son histoire, les soldats romains l'ont poursuivie jusqu'à Qalamoun. Dans sa fuite, Thècle arrive aux environs de Ma'lula, et trouve le chemin bloqué par une colline rocheuse ; au moment où elle a prié pour la miséricorde de Dieu, la barrière s'ouvre miraculeusement. Ce miracle lui a permis de passer dans la grotte et d'échapper à la capture et à la mort. Thècle y a passé le reste de sa vie.
Dans la grotte, Thècle a creusé un trou et a dégagé une source naturelle. Les fidèles considèrent que ce sont des eaux sacrées qui peuvent guérir la paralysie, les rhumatismes et l'infertilité. Thecle a passé sa vie à guérir les malades et à prêcher la foi chrétienne, pour finalement mourir à l'âge de 90 ans. Elle est enterrée dans la grotte.

## Histoire du sanctuaire
Certains spécialistes considèrent que le premier sanctuaire de Maalula aurait été construit dès le premier quart du IVe siècle de notre ère, sur les vestiges d'un temple païen. Le site était déjà connu des pères du premier concile œcuménique, celui de Nicée en 325 . A ce titre , il s'agirait du sanctuaire chrétien le plus ancien de l'histoire .
La région de Qalamoun est devenue chrétienne au IVe siècle, époque de fondation des premiers monastères : des manuscrits chrétiens de cette période ont été conservés par les moines de Ma'lula. L'Islam ne pénètre que lentement dans la région, s'implantant par étapes de progression dans les chaines de montagnes successives : dans la première chaîne et les plaines environnantes avant de s'étendre à la deuxième chaîne au IXe siècle. La résistance chrétienne obstinée a stoppé la pénétration islamique du troisième rang jusqu'aux XVIe et XVIIe siècles. Un certain nombre de villes et de villages sont restés chrétiens jusqu'à ce jour ; ils comprennent Saydnaya, al-Ma'arra et Ma'lula elle-même, qui a une majorité chrétienne, divisée entre les communautés grecques orthodoxes et grecques catholiques.
Le monastère de Sainte-Thécle et l'église Saint-Jean-Baptiste ont été reconstruits en 1756, selon la chronique de Mikha'il al-Burayk. Le consul russe Ouspensky enregistre quatre moines à Sainte-Thècle en 1840.
L'ensemble du site actuel a été construit en 1935 autour de la grotte de Sainte Thécle. Le couvent grec orthodoxe est administré par le Patriarcat grec orthodoxe d'Antioche.

## Pèlerinages
La réputation de Sainte Thècle en tant que sainte guérisseuse a attiré de nombreux visiteurs au couvent. Les pèlerins peuvent désormais loger dans la maison d'hôtes attenante au couvent. Auparavant, les visiteurs passaient l'après-midi et la nuit dans la grotte, se prosternaient à l'aube devant l'iconostase et buvaient l'eau bénite de la source. Si la suppliante était une femme enceinte, elle mangerait un morceau de mèche provenant de la lampe à huile de la grotte. Les suppliants qui étaient trop malades pour se rendre en personne à Ma'lula remettaient aux visiteurs leurs prières écrites à placer devant le tombeau de Sainte Thècle.
La vénération des saints en Syrie est fréquente même parmi les musulmans. Malgré la propagation de l'Islam, les habitants de la région ont conservé une grande foi en Sainte Thècle, permettant la survie et la prospérité du couvent. De nombreuses prières offertes à Sainte Thècle dans sa grotte sont précédées de récitations coraniques . Il semblerait que des femmes musulmanes sans enfants tombaient fréquemment enceintes grâce à son intercession. Certains de ces couples faisaient même baptiser un enfant tant désiré en signe de révérence envers le saint.

## Disposition
Le complexe comprend plusieurs bâtiment répartis sur plusieurs étages.
- A l'étage inférieur du couvent se trouve une cuisine, comprenant une pierre utilisée pour faire du pain ;
- Au rez-de-chaussée, on trouve une salle de réception, un réfectoire et des salles d'expositions pour la vente d'objets religieux ;
- L'étage, ajouté en 1959, est entièrement occupé par les cellules des religieuses.
- Un autre bâtiment datant de 1888 a été récemment restauré en résidence patriarcale.
- Une maison d'hôtes pour les touristes et les visiteurs a été construite en 1934.
- Une échelle au sommet du bâtiment principal du couvent mène directement au sanctuaire de Sainte Thècle, une grotte rocheuse qui remonte aux premiers siècles chrétiens.
- La grotte est divisée en une source sacrée et deux petites églises (Saint Jean Baptiste et Saints-Serge et Bacchus), récemment modernisées.

## Icônes
Les icônes se trouvent dans l'iconostase de l'église conventuelle de Saint Jean Baptiste, dans la grotte du saint et dans l'aile de la supérieure. A l'exception de quelques icônes contemporaines du XXe siècle, la plupart datent du milieu du XVIIIe siècle jusqu'à la fin du XIXe siècle.

### Icônes du XVIIIe siècle

#### Dans l'église de Saint Jean Baptiste.
Trois exemples de l'œuvre du patriarche Sylvestre sont exposés dans l'église.
- La première icône représente le Christ, qui bénit de la main droite et tient l'Évangile sur ses genoux de la gauche. Saint Jean-Baptiste se tient à gauche, penché vers le Christ et bénissant de la main droite, tandis que sa gauche est repliée sur un document ouvert en arabe, avec l'inscription :  Voici l'Agneau de Dieu, qui enlève les péchés du monde.
- La deuxième icône représente la Vierge Marie, l'Enfant au bras gauche, penché vers sa mère, le regard fixé sur le spectateur. À droite du couple se trouve Sainte Tècle, qui porte dans sa main droite une croix décorative en métal et fait le signe de la paix avec sa gauche.
- La troisième icône représente l'Annonciation : l'ange Gabriel offre une rose à Marie qui la rejoint.

#### Dans la grotte: deux icônes.
- La première icône montre la Résurrection ; Le Christ, transfiguré dans la lumière, bénit de la main droite et porte un étendard dans la gauche. A droite est assis un ange et à gauche des femmes portant du parfum ; en dessous, il y a trois gardes dans des positions différentes. Derrière la scène se trouvent la ville et les jardins environnants, sur lesquels se lèvent les premières lumières du matin.
- La deuxième icône représente la Nativité de la Vierge, dans laquelle l'enfant Marie est élevée sur la main de l'ange pour être couronnée et investie du Saint-Esprit.

#### Dans le couvent
L'aile du couvent de la Mère Supérieure contient de nombreuses autres icônes. Une icône représente l'archange Michel, une autre icône Moïse le Noir. Une troisième icône représente saint Élie assis à la porte de sa grotte tandis que des corbeaux lui apportent à manger.

#### Dans l'église
- Le sanctuaire de l'église conventuelle contient une icône représentant deux saints, probablement saints Côme et Damien [2].

### Icônes du 19ème siècle

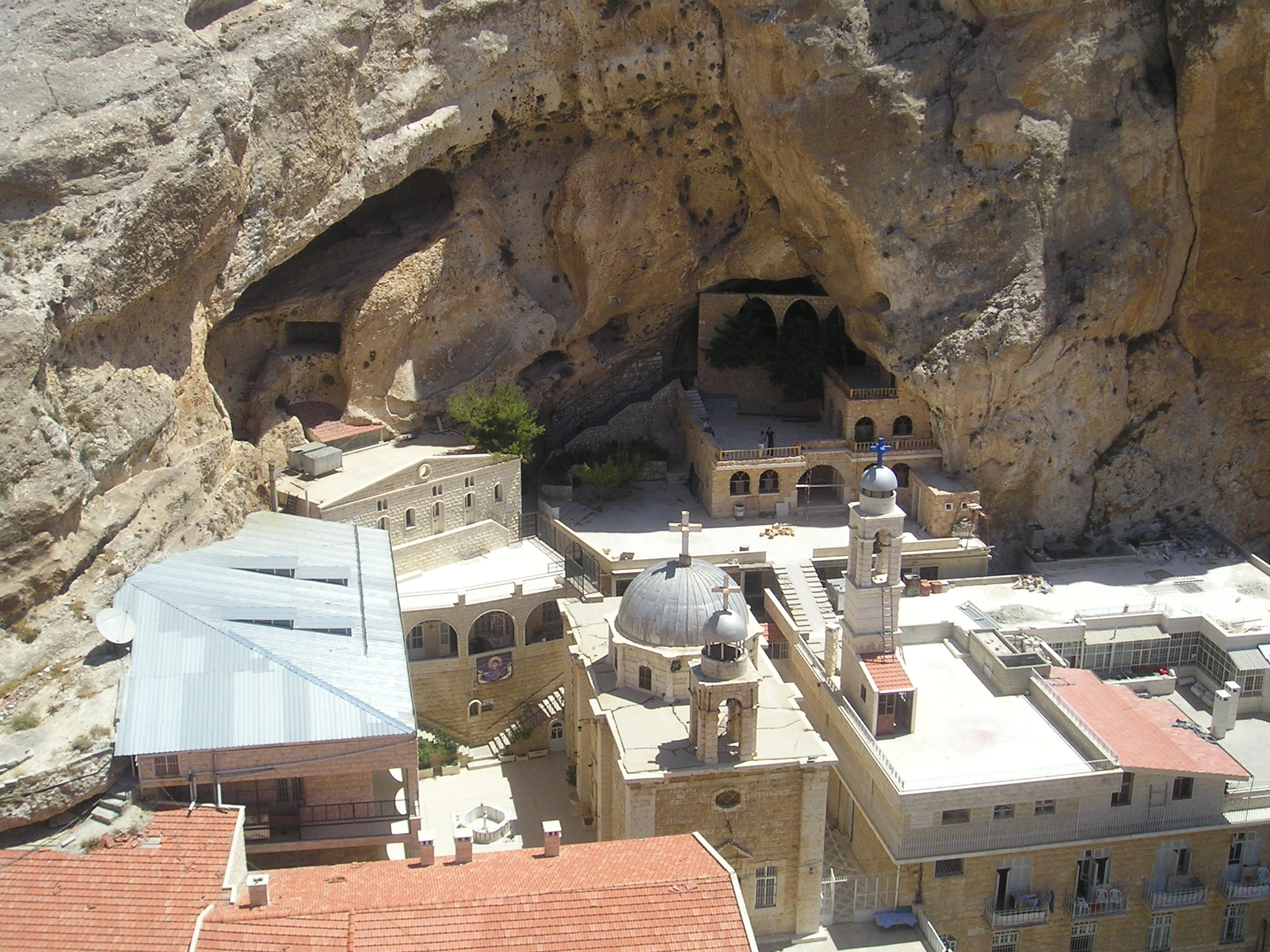
Vue aérienne du monastère

Les icônes du XIXe siècle se trouvent également dans l'église du couvent. Le groupe principal, sur le registre supérieur de l'iconostase, représente la Nativité de la Vierge, la Purification, la Dormition, le Baptême du Christ, la Transfiguration, la Descente de Croix, la Résurrection et la Pentecôte. Séparément, il y a trois grandes icônes peintes sur tissu. La première icône en tissu représente Sainte Thècle et les deux autres un assortiment de scènes bibliques et hagiographiques.
Une croix en bois dans l'église du couvent représente au centre le Seigneur Crucifié, entouré de la Vierge, de l'Apôtre Saint Jean et des symboles des quatre évangélistes. A proximité se trouve une icône des saints Serge et Bacchus à cheval en uniforme militaire.
Le dernier groupe d’icônes appartient à l’école de Jérusalem, connue pour sa fusion de l’iconographie traditionnelle orientale et des styles de peinture européens.

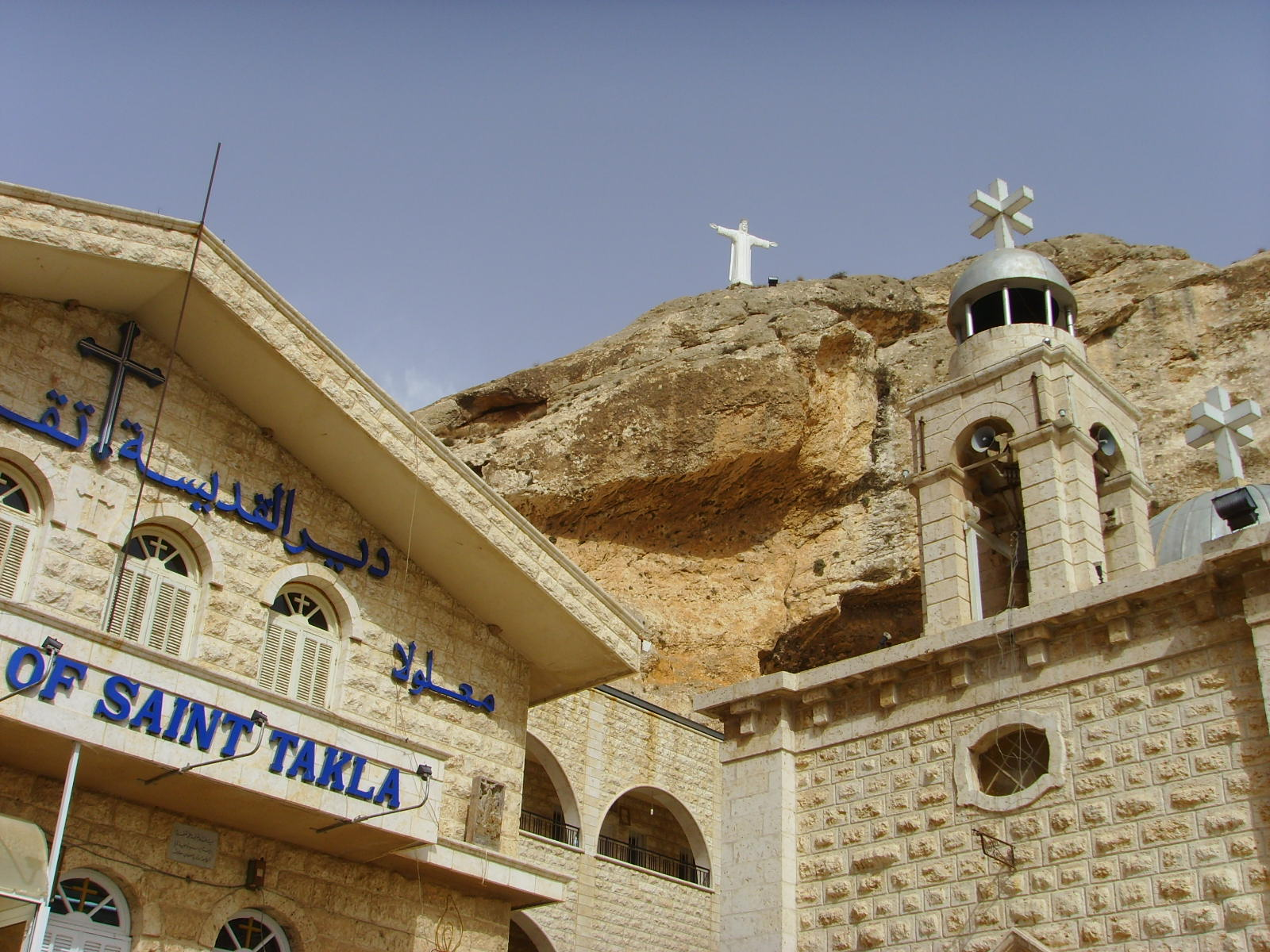
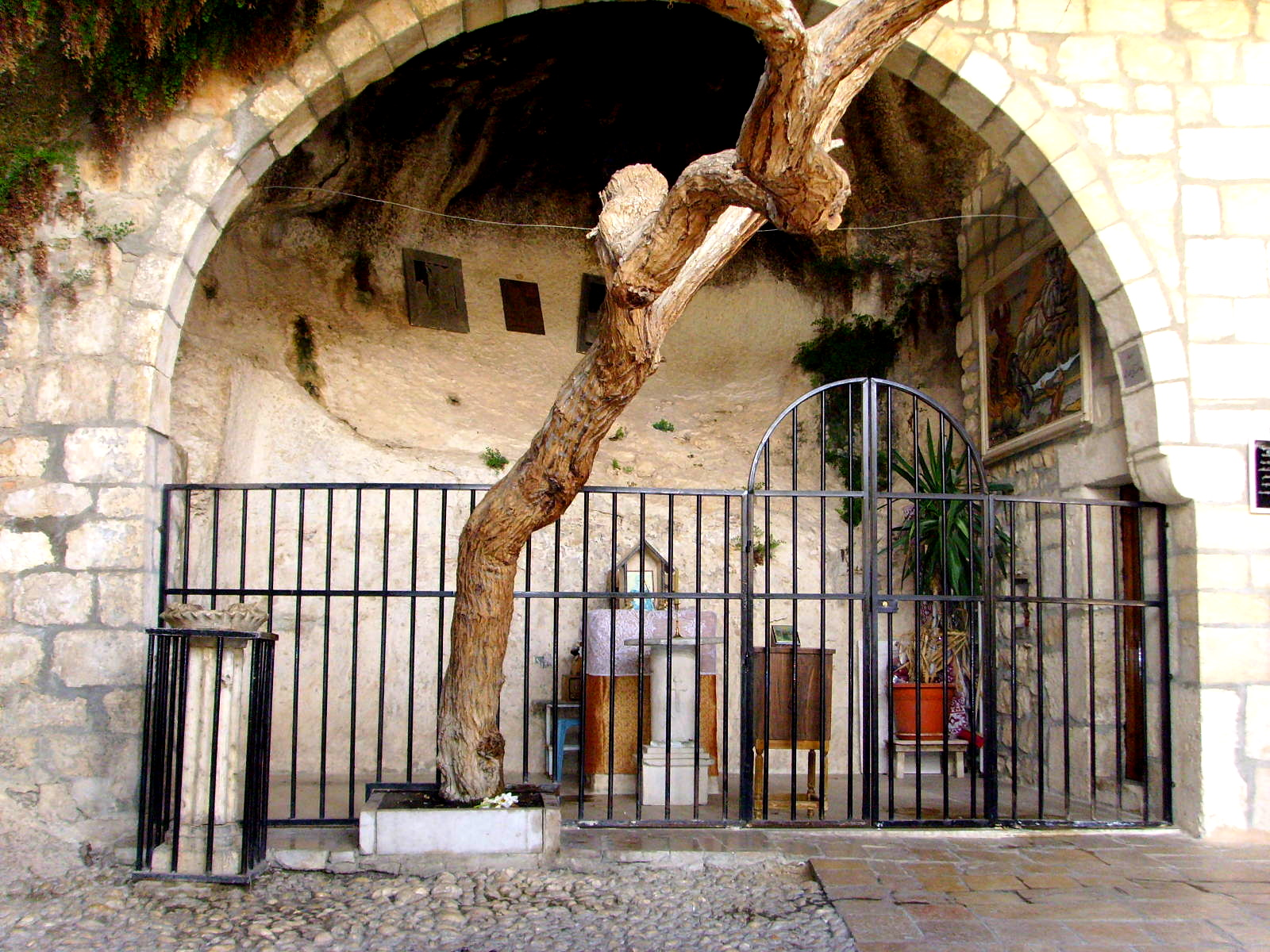
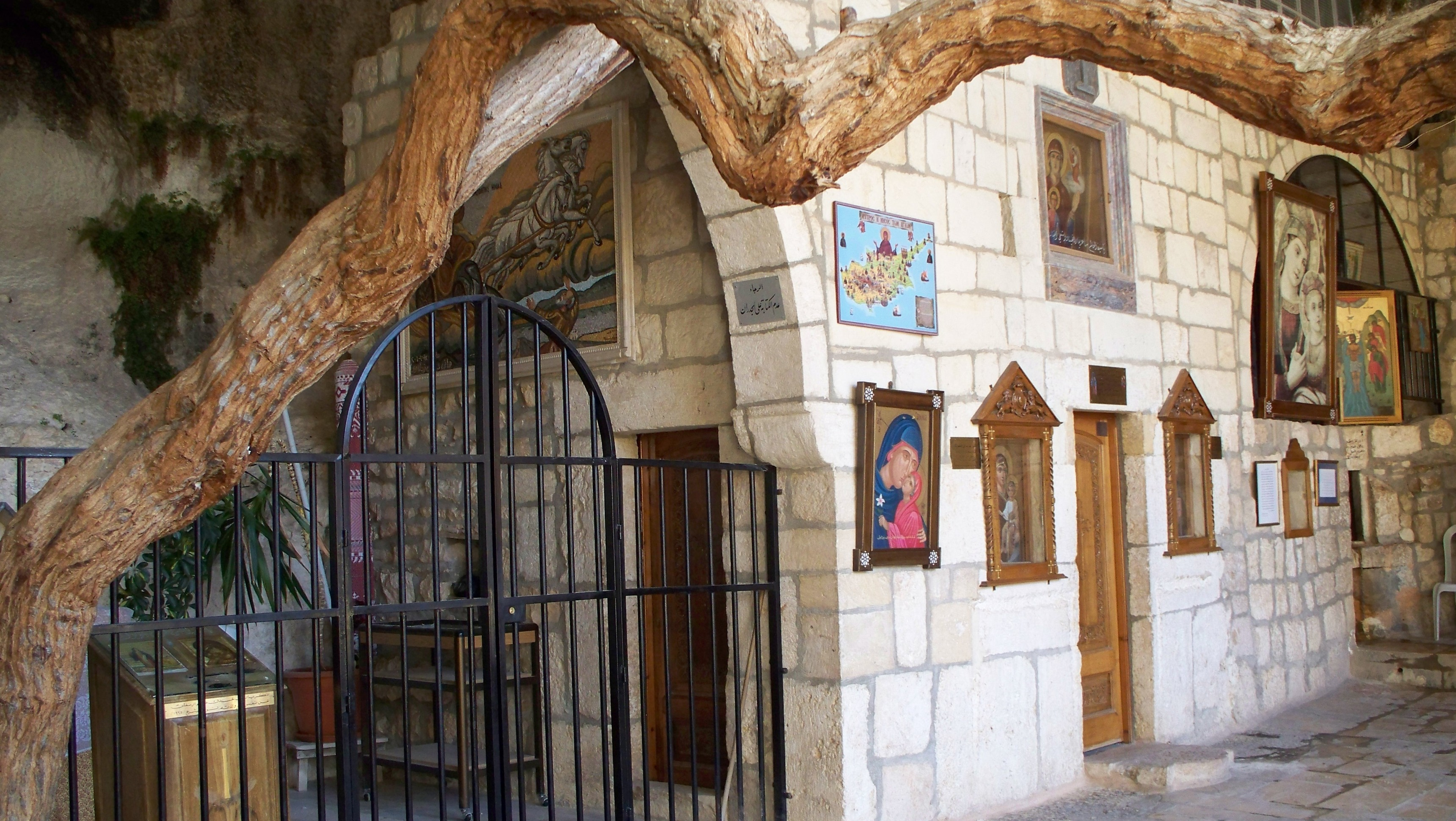
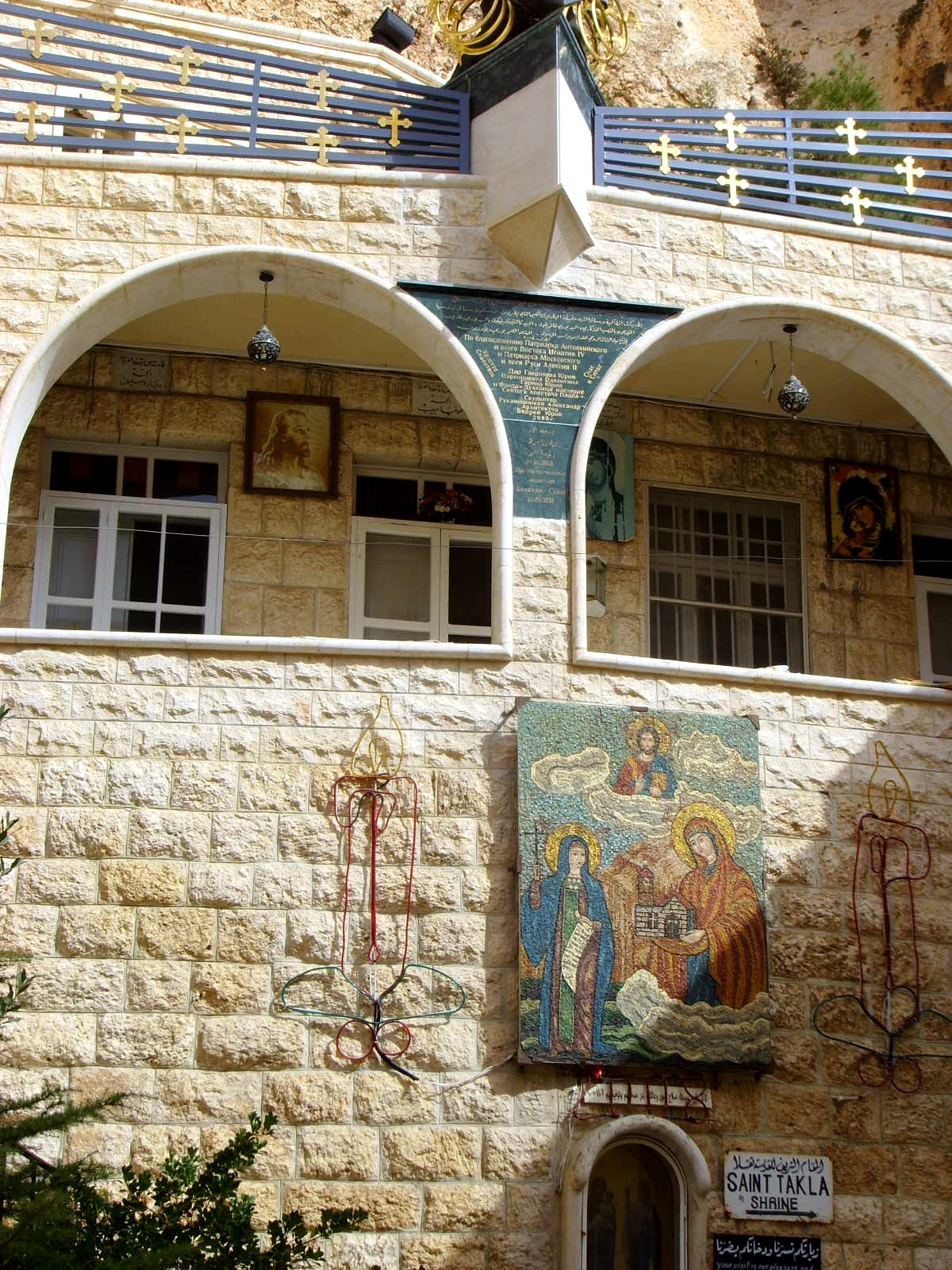
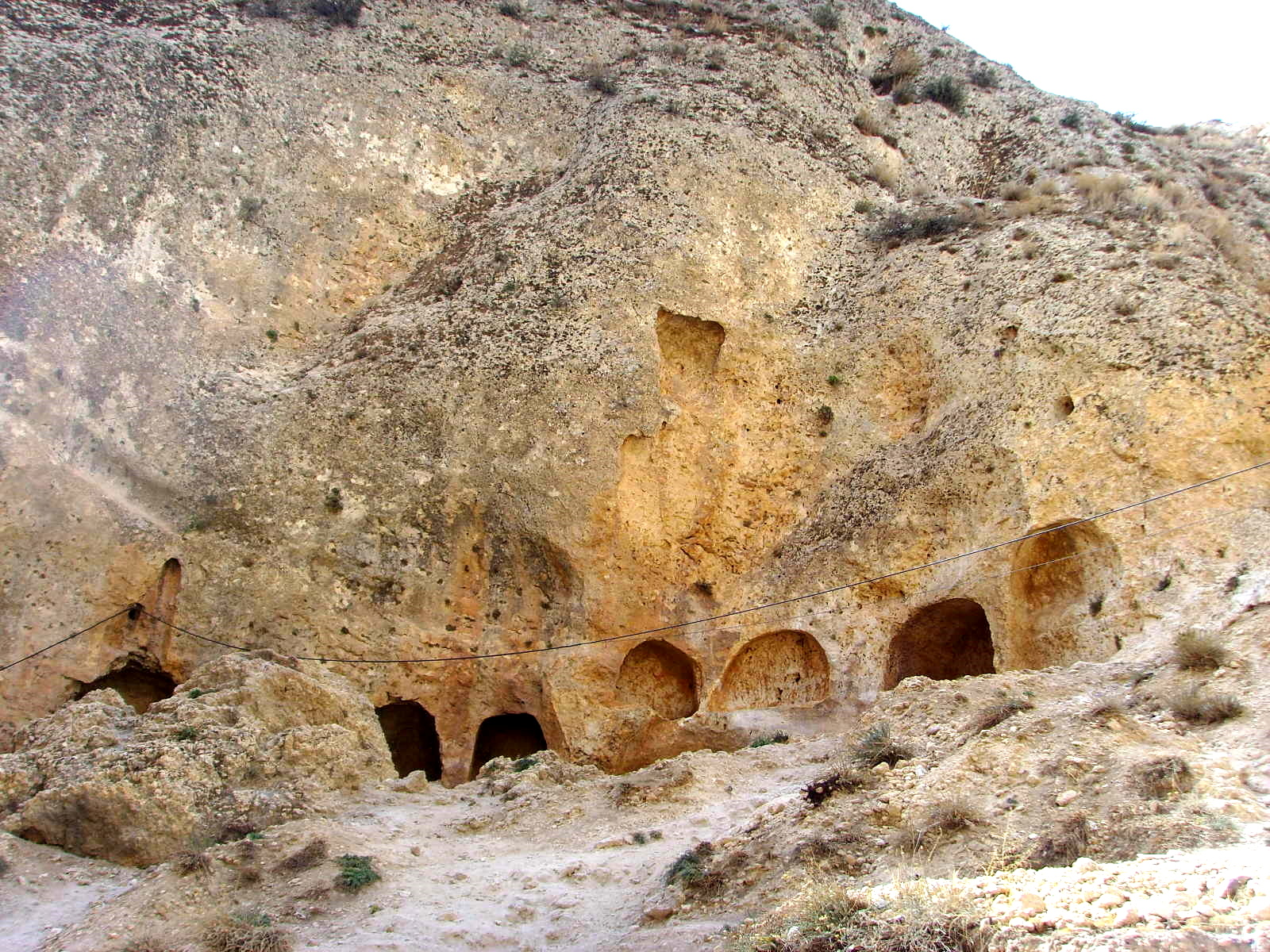